# (1203) Nanna
(1203) Nanna ist ein Asteroid des Hauptgürtels, der am 5. Oktober 1931 vom deutschen Astronomen Max Wolf in Heidelberg entdeckt wurde. 
Der Name des Asteroiden ist abgeleitet von dem Titel mehrerer Bilder des deutschen Malers Anselm Feuerbach. Eines davon befand sich im Besitz der Familie des Entdeckers.